# Guido Lussignoli
Guido Lussignoli (* 1950) ist ein ehemaliger italienischer Radrennfahrer.

## Sportliche Laufbahn
Lussignoli war im Straßenradsport aktiv. Als Amateur siegte er 1969 und 1970 im Gran Premio Agostano, 1970 in der Coppa Calze Santagostino,  1972 auf zwei Etappen des Giro Ciclistico d’Italia und im Giro delle Tre Province, 1973 im Grand Prix Santagostino Cup.
Zweiter wurde er 1971 in der Coppa San Geo hinter Ezio Cardi. Dritter wurde er in der Coppa San Geo 1969 und in der italienischen Straßenmeisterschaft 1971. In der Internationalen Friedensfahrt 1972 kam er auf den 50. Rang.